# رومن کرویتر
رومن کرویتر (انگلیسی: Roman Kroitor; ۱۲ دسامبر ۱۹۲۶ – ۱۷ سپتامبر ۲۰۱۲) یک کارگردان، تهیه‌کننده، فیلم‌نامه‌نویس و مخترع اهل کانادا بود.
او که دانش‌آموختهٔ رشتهٔ فلسفه و روان‌شناسی در دانشگاه منیتوبا بود، یکی از نخستین فیلم‌سازان «سینما حقیقت» و از بینان‌گذاران آی‌مکس و مخترع سیستم «SANDDE» بود و از الهام‌بخش اصلی ساخت نیرو بود.
از فیلم‌ها یا مجموعه‌های تلویزیونی که وی در آن‌ها نقش داشته است می‌توان به گیتی اشاره نمود.